# Jacek Koput
Jacek Koput – polski chemik, dr hab. nauk chemicznych, profesor zwyczajny Zakładu Fotochemii i Spektroskopii Wydziału Chemii Uniwersytetu im. Adama Mickiewicza w Poznaniu.

## Życiorys
W 1973 uzyskał tytuł magistra, w 1982 obronił pracę doktorską, a w 1989 uzyskał stopień doktora habilitowanego. 15 maja 2002 otrzymał tytuł naukowy profesora w zakresie nauk chemicznych.
Pełni funkcję profesora zwyczajnego w Zakładzie Fotochemii i Spektroskopii na Wydziale Chemii Uniwersytetu im. Adama Mickiewicza w Poznaniu.

## Wybrane publikacje
- 1995: Investigation of chlorine valence electron density in SnCl4L2, SbCl5L and TiCl4L2 complexes[1]
- 1997: Calculation of the vibrational spectra of betaine hydrochloride[1]
- 1997: Structure and vibrational spectra of pyridine betaine hydrochloride[1]
- 2005: X-ray and DFT studies of the structure, vibrational and NMR spectra of 2-amino-pyridine betaine hydrochloride[1]
- 2005: Spectroscopy and photophysics of flavin related compounds: riboflavin and iso-(6,7)-riboflavin[1]
- 2007: Ab initio prediction of the structure and energetics of the complexesof 4-nitrophenyl[bis(methylsulfonyl)]methane and TBD basein vacuo and acetonitrile solvent[1]
- 2014: Photophysics, Excited-state Double-Proton Transfer and Hydrogen-bonding Properties of 5-Deazaalloxazines[1]